# Гейлсайт (Нью-Йорк)
Гейлсайт (англ. Halesite) — переписна місцевість (CDP) в США, в окрузі Саффолк штату Нью-Йорк. Населення — 2527 осіб (2020).

## Географія
Гейлсайт розташований за координатами 40°53′14″ пн. ш. 73°24′53″ зх. д. / 40.88722° пн. ш. 73.41472° зх. д. (40.887100, -73.414695).  За даними Бюро перепису населення США в 2010 році переписна місцевість мала площу 2,54 км², з яких 2,30 км² — суходіл та 0,24 км² — водойми.

## Демографія
Згідно з переписом 2010 року, у переписній місцевості мешкало 2498 осіб у 1008 домогосподарствах у складі 708 родин. Густота населення становила 983 особи/км².  Було 1070 помешкань (421/км²).
Расовий склад населення:
| - 96,1 % — білих - 1,5 % — азіатів - 0,8 % — чорних або афроамериканців - 0,1 % — вихідців з тихоокеанських островів |

До двох чи більше рас належало 0,8 %. Частка іспаномовних становила 4,2 % від усіх жителів.
За віковим діапазоном населення розподілялося таким чином: 20,2 % — особи молодші 18 років, 63,8 % — особи у віці 18—64 років, 16,0 % — особи у віці 65 років та старші. Медіана віку мешканця становила 46,1 року. На 100 осіб жіночої статі у переписній місцевості припадало 101,0 чоловіків;  на 100 жінок у віці від 18 років та старших — 95,1 чоловіків також старших 18 років.
Середній дохід на одне домашнє господарство  становив 132 268 доларів США (медіана — 120 318), а середній дохід на одну сім'ю — 151 544 долари (медіана — 140 189). Медіана доходів становила 72 105 доларів для чоловіків та 92 708 доларів для жінок. За межею бідності перебувало 1,7 % осіб, у тому числі 0,0 % дітей у віці до 18 років та 2,6 % осіб у віці 65 років та старших.
Цивільне працевлаштоване населення становило 1438 осіб. Основні галузі зайнятості: освіта, охорона здоров'я та соціальна допомога — 30,9 %, науковці, спеціалісти, менеджери — 17,5 %, роздрібна торгівля — 11,8 %, фінанси, страхування та нерухомість — 11,1 %.